# ディア・ハート
「ディア・ハート」（英語: Dear heart）は、1964年に全米チャート24位を獲得したヘンリー・マンシーニの作品。日本未公開の同名映画の主題歌で1964年のアカデミー主題歌賞にノミネートされた。

## 解説
アンディ・ウィリアムスとジャック・ジョーンズの競作となり、前者が最高位24位（Easy Listening Chart 2位）、後者は最高位30位（ELC 6位）を記録した。ヘンリー・マンシーニの作品としては「ムーン・リバー」「酒とバラの日々」ほどの知名度はないが、美しい旋律を持つバラード。映画はグレン・フォード、アンジェラ・ランズベリー共演のコメディ映画で日本では劇場公開が見送られたのもこの曲の日本における評価に影響している。

## カバー
- フランク・シナトラ (1964年）
- ボビー・ダーリン (1965年）
- ペギー・リー (1965年）
- レターメン (1965年）
- ヘンリー・マンシーニ (1965年）
- ボビー・ヴィントン (1965年）
- ナンシー・ウィルソン (1965年)
- ミセス・ミラー (1966年)[4]